# Droga krajowa nr 38 (Polska)
Droga krajowa nr 38 (DK38) – droga krajowa klasy G w województwie opolskim o długości ok. 42 km. Łączy Kędzierzyn-Koźle, a za pośrednictwem dróg krajowych nr 40 oraz nr 45 także miasta GOP-u oraz aglomeracji opolskiej z granicą polsko-czeską w miejscowości Pietrowice koło Głubczyc.
Droga krajowa 38 nie ma znaczenia transgranicznego dla ruchu ciężarowego, ponieważ bezpośrednio za granicą na czeskiej drodze krajowej nr 45 obowiązuje zakaz wjazdu samochodów ciężarowych o całkowitej masie dopuszczalnej powyżej 3,5 tony.

## Historia numeracji
Na przestrzeni lat trasa posiadała różne oznaczenia:

| Numer | Numer | Przebieg                                                    | Lata obowiązywania                 | Źródło | Uwagi                                                                     |
| ----- | ----- | ----------------------------------------------------------- | ---------------------------------- | --- | ------------------------------------------------------------------------- |
| 418   | 38    | granica państwa – Pietrowice – Głubczyce – Kędzierzyn-Koźle | 418: 14 II 1986 – 2000 38: od 2000 | - Uchwała nr 192 Rady Ministrów z dnia 2 grudnia 1985 r. w sprawie zaliczenia dróg do kategorii dróg krajowych (M.P. z 1986 r. nr 3, poz. 16) - Polska: Atlas samochodowy 1:300 000. Wyd. pierwsze. Warszawa/Wrocław: Polskie Przedsiębiorstwo Wydawnictw Kartograficznych, 1992. ISBN 83-7000-080-0. Brak numerów stron w książce - Polska: Mapa samochodowa 1:700 000, wyd. 1, Szczecin: Wydawnictwo Kartograficzne KOMPAS, 1996–1997, ISBN 83-904373-2-5. Brak numerów stron w książce - Rozporządzenie Rady Ministrów z dnia 15 grudnia 1998 r. w sprawie ustalenia wykazu dróg krajowych i wojewódzkich (Dz.U. z 1998 r. nr 160, poz. 1071) – wykaz dróg krajowych przed rokiem 2000 - Zarządzenie nr 6 Generalnego Dyrektora Dróg Publicznych z dnia 9 maja 2000 r. w sprawie nowych numerów dróg krajowych, [w:] Rzeczpospolita [online], 4 lipca 2000. - Polska: Mapa samochodowa 1:700 000, wyd. XXVII, Dom Wydawniczy PWN, 2016, ISBN 978-83-7705-942-5. Brak numerów stron w książce | 1. nieznana numeracja przed 1986 rokiem 2. informacje dla ruchu ciężkiego |

## Dopuszczalny nacisk na oś
Od 13 marca 2021 roku na całej długości drogi dozwolony jest ruch pojazdów o nacisku pojedynczej osi napędowej do 11,5 tony z wyjątkiem określonych miejsc oznaczonych znakiem zakazu B-19.

### Do 13 marca 2021 r.
Wcześniej na całej długości drogi krajowej nr 38 był dopuszczalny ruch pojazdów o nacisku pojedynczej osi do 10 ton.

## Ważniejsze miejscowości leżące na trasie DK38
- Głubczyce
- Pawłowiczki
- Reńska Wieś (DK45)